# A Memory of Light
A Memory of Light (sv. "Ett minne av ljus") är den fjortonde och sista romanen i fantasy-bokserien Sagan om Drakens återkomst. Seriens författare Robert Jordan arbetade på boken, men hann inte färdigställa den innan sin död 2007; den avslutades senare av Brandon Sanderson utifrån Jordans anteckningar, och gavs ut den 8 januari 2013.
Det finns inga planer på att ge ut boken på svenska.